# Antes (California)
Antes es un área no incorporada ubicada en el condado de Tulare en el estado estadounidense de California.

## Geografía
Antes se encuentra ubicada en las coordenadas 36°18′31″N 119°7′50″O / 36.30861, -119.13056.